# صدر جباروف
صدر جباروف (قرقیزی: Садыр Нургожоевич Жапаров؛ زادهٔ ۶ دسامبر ۱۹۶۸) سیاستمدار اهل قرقیزستان است که از تاریخ ۱۰ اکتبر ۲۰۲۰ به عنوان نخست‌وزیر قرقیزستان انتخاب شد. او در تاریخ ۱۰ ژانویه ۲۰۲۱ به عنوان رئیس‌جمهور قرقیزستان انتخاب گردید.
ریاست جمهوری جباروف یکه‌سالارانه و اقتدارگرایانه محسوب می شود, زیرا او قدرت را قبضه کرده و مخالفت ها را سرکوب کرده است  . تا پیش از به قدرت رسیدن جباروف، قرقیزستان به خاطر داشتن فضای سیاسی باز در مقایسه با دیگر کشورهای پسا شوروی آسیای میانه شناخته می شد. او  نظام ریاستی را از طریق همه پرسی ها در نظام های حکومتی و قانون اساسی دوباره مستقر کرد که اختیارات اجرایی را به حد مطلق افزایش داد و اثرگذاری پارلمان را کاهش داد، و نیز قرلتای مردم را ایجاد کرد که باعث شد قرقیزستان با یک  عقب‌نشینی دموکراتیک جدی مواجه شود. سیاسیون و کنشگران مخالف متعددی دستگیر، رسانه های مستقل تعطیل و روزنامه نگاران بازداشت و قوانین جدیدی برای سرکوب رسانه های مستقل مطرح شدند .

## فعالیت سیاسی
جباروف فعالیت سیاسی خود را پس از انقلاب لاله‌ها در سال ۲۰۰۵ آغاز کرد. در مارس ۲۰۰۵، وی به عنوان عضو شورای عالی از منطقهٔ انتخاباتی Tyup که در آن وی ریاست فراکسیون پارلمان Kelechek را انتخاب کرد ، انتخاب شد. وی از حامیان رئیس‌جمهور Kurmanbek Bakiyev بود. در سال ۲۰۰۶، ژاپاروف عضو کمیسیون جوایز دولتی بود. در سال ۲۰۰۷، وی معاون رئیس کمیسیون عفو بود.

## زندان و تبعید
در طی یکی از تجمعات ملی شدن کمتور در پاییز ۲۰۱۲، معترضان تلاش کردند کاخ سفید در بیشکک را به دست بگیرند. تاشیف و جباروف هر دو به استناد مادهٔ ۲۹۵ قانون کیفری جمهوری قرقیزستان «تصرف اجباری قدرت یا حفظ قدرت به اجبار» متهم شدند. در مارس ۲۰۱۳، دادگاه منطقهٔ Pervomaisky بیشکک آن‌ها را مقصر شناخته و به یک سال و شش ماه زندان محکوم کرد. اما در ژوئن ۲۰۱۳، دادگاه شهر بیشکک سیاستمداران را تبرئه و در دادگاه آزاد کرد.
در تاریخ ۲۷ ژوئن ۲۰۱۳، در جریان تظاهرات علیه کومتور در کاراکول، معترضان تلاش کردند که امیلیبک کاپتاگایف، رهبر منطقه را ربوده و وی را به گروگان بگیرند. مقامات قرقیزستان ژاپاروف و کوبانیچبک قدیروف را به سازماندهی این طرح متهم کردند. رهبران اعتراض بازداشت شدند، اما ژاپاروف، که مشارکت او را انکار کرد، از قرقیزستان که در آنجا برای مدتی در قبرس اقامت داشت فرار کرد.
در سال ۲۰۱۷، جباروف تلاش کرد به قرقیزستان برگردد. در ۲۵ مارس ۲۰۱۷، وی در مرز قرقیزستان و قزاقستان بازداشت شد. در پرونده ادعای تلاش برای ربودن گروگان امیلبک کاپتاگایف، وی به ۱۱ سال و ۶ ماه زندان محکوم شد.